# مدیسن اسکوئر گاردن (فیلم)
مدیسن اسکوئر گاردن (انگلیسی: Madison Square Garden) یک فیلم درام آمریکایی است که در سال ۱۹۳۲ منتشر شد.